# The Kindness of Strangers (filme)
The Kindness of Strangers é um filme dramático co-produzido internacionalmente em 2019, escrito e dirigido por Lone Scherfig. É estrelado por Andrea Riseborough, Zoe Kazan, Tahar Rahim, Bill Nighy, Caleb Landry Jones e Jay Baruchel.
Teve sua estreia mundial no Festival Internacional de Cinema de Berlim em 7 de fevereiro de 2019. Foi lançado nos Estados Unidos em 14 de fevereiro de 2020, pela Vertical Entertainment.

## Enredo
Algumas almas solitárias se encontram milagrosamente em Nova York.

## Elenco
- Andrea Riseborough como Alice
- Tahar Rahim como Marc
- Zoe Kazan como Clara
- Bill Nighy como Timofey
- Caleb Landry Jones como Jeff
- Jay Baruchel como John Peter
- Esben Smed como Richard
- Jack Fulton como Anthony
- Finlay Wojtak-Hissong como Jude

## Produção
Em fevereiro de 2017, foi anunciado que Lone Scherfig iria dirigir o filme, a partir de um roteiro que ela escreveu, com HanWay Films, Ingenious Media, Apollo Media, Creative Alliance, Strada Films, Telefilm Canada, Danish Film Institute, Nadcon, D'Artaganan e Entertainment One servindo como produtores. Em fevereiro de 2018, Andrea Riseborough, Tahar Rahim e Zoe Kazan se juntaram ao elenco do filme. Em março de 2018, Bill Nighy, Caleb Landry Jones e Jay Baruchel se juntaram ao elenco do filme. Em setembro de 2018, foi anunciado que o título era The Kindness of Strangers.

### Filmagens
A fotografia principal começou em março de 2018 e ocorreu em Toronto, Ontário, Canadá, Nova York e Copenhague, na Dinamarca.

## Lançamento
Teve sua estreia mundial no Festival Internacional de Cinema de Berlim em 7 de fevereiro de 2019. Foi lançado nos Estados Unidos em 14 de fevereiro de 2020, pela Vertical Entertainment.

## Recepção
De acordo com o site Rotten Tomatoes, 18% dos críticos deram ao filme uma crítica positiva com base em 28 avaliações, com uma classificação média de 4,40 / 10. O consenso crítico do site diz: "Um conjunto talentoso na tela não é favorecido por The Kindness of Strangers, que procura por um significado e sai vazio." Metacritic relata uma pontuação de 32 de 100 com base em 11 críticos, indicando "avaliações geralmente desfavoráveis".